# بت راس
بت راس (انگلیسی: Beth Ross؛ زادهٔ ۶ اکتبر ۱۹۹۶) قایقران روئینگ زن اهل نیوزیلند است.
وی در مسابقات کشوری و بین‌المللی در مجموع برندهٔ ۱ مدال طلا شده‌است.